# María Juana Guillén Ramírez
María Juana Guillén Ramírez (Orihuela, 27 de diciembre de 1575 - Orihuela, 2 de junio de 1607) fue una monja agustina española reconocida como venerable por la Iglesia Católica.
Nunca ociosa, absorta en Dios, desprendida de la tierra, ardiente de amor al prójimo, espejo de toda virtud, modelo de regular observancia. El Señor le concedió el éxtasis, numerosas visiones y apariciones, entre ellas Jesucristo cargado con la cruz en la huerta del convento, la Santísima Virgen y San Juan Evangelista y los dones de profecía, lágrimas y la comprensión de las Sagradas Escrituras. 
Sin embargo, la venerable mujer se hundió en la humildad, el pudor, la meditación, la oración y la penitencia. Murió en concepto de santidad el 2 de junio de 1607. Por su intercesión sus devotos obtienen  gracias y  prodigios. 

## Biografía
Nació el 27 de diciembre de 1575 en Orihuela en el Reino de Valencia (ahora en España en la provincia de Alicante), fue bautizada al día siguiente y recibió el nombre de Leonor Juana. Desde su juventud amó la soledad y la oración, dedicando largas horas a la oración. A los diez años, durante su primera comunión, hizo voto de virginidad. A pesar de ello, su madre tiene la firme intención de casarla e intenta persuadir a su hija, que se resiste. Se corta el cabello, se viste con mucha modestia, usa un cilicio, permanece muchas horas en la iglesia y, a menudo, ayuna a pan y agua. Ante tanta determinación, su madre acaba aceptando que entre en el convento.
Después de dudar entre diferentes comunidades, Juana eligió el monasterio de San Sebastián de las hermanas agustinas de Orihuela. Entró allí el 15 de mayo de 1597, tomó el hábito religioso y renunció a su nombre de pila por el de María. Hizo su profesión religiosa al año siguiente.
El silencio favorece su atracción por la meditación, porque además de las horas que dedica al trabajo manual, la lectura, las comidas y el sueño, pasa todo el día en el coro, teniendo una devoción particular a las Llagas de Cristo y al Sagrado Corazón de Jesús. Según su biógrafo, tuvo frecuentes visiones de Jesús, la Virgen María y San Juan . Las hermanas también están convencidas de que ella tiene el don de leer los corazones porque revela sus dolores de conciencia para mostrarles la solución.
Enfermó el 6 de agosto de 1606 y tuvo que guardar cama hasta el 5 de noviembre siguiente. Murió el 2 de junio de 1607. Toda la ciudad de Orihuela quiso hacerle un soberbio funeral porque ya era considerada santa.

## Veneración
En 1616 su cuerpo fue depositado en la iglesia del monasterio a petición de los padres agustinos y notables de la ciudad de Orihuela. Al mismo tiempo, se abrió el proceso de beatificación. El obispo de Orihuela envió un canónigo a Roma para llevar una copia del proceso, pero el comisario murió en el camino y se perdió el rastro del expediente. En 1857, la superiora del convento de Orihuela intenta revivir la causa pero Roma le pide los documentos del proceso diocesano. Se buscó de arriba abajo en los archivos del monasterio, del obispado y de otros conventos sin resultado.
En 1886, una hermana pidió hacer nuevas investigaciones pero las otras monjas estaban convencidas de que el caso estaba perdido. Finalmente obtiene permiso para investigar un poco y encuentra el archivo en una bolsa vieja y polvorienta. María Juana Guillén Ramírez fue reconocida como venerable el 19 de noviembre de 1970 por el Papa Pablo VI.

## Representación e iconografía
Existía una estatua de Sor Juana Guillén hecha en Barcelona algunos años antes de la Guerra Civil Española, 1936-1939, y destruida durante esta en Orihuela. Se conserva una fotografía en el convento de la Venerable, el convento de  San Sebastián, en Orihuela.